# Baldwin (Condado de Nassau, Nova Iorque)
Baldwin é um hamlet e uma região censo-designada localizada na vila de Hempstead no Condado de Nassau, no estado americano de Nova Iorque. Possui quase 34 mil habitantes, de acordo com o censo nacional de 2020.

## Geografia
De acordo com o Departamento do Censo dos Estados Unidos, a região tem uma área de 12,2 km², dos quais 10,6 km² estão cobertos por terra e 1,5 km² (12,6%) por água.

## Demografia

### Censo 2020
Segundo o censo nacional de 2020, a sua população é de 33 919 habitantes e sua densidade populacional de 3 183,4 hab/km². Seu crescimento populacional na última década foi de 41,1%, bem acima do crescimento estadual de 4.2%.
Possui 11 092 residências que resulta em uma densidade de 1 041,0 residências/km² e um aumento de 38,6% em relação ao censo anterior. Deste total, 3,5% das unidades habitacionais estão desocupadas. A média de ocupação é de 3,2 pessoas por residência.
A renda familiar média é de 112 352 dólares e a taxa de emprego é de 65,8%.